# Thaya (kommun)
Thaya  är en ort och kommun  i Österrike. Den ligger i distriktet Waidhofen an der Thaya i förbundslandet Niederösterreich, 110 km nordväst om huvudstaden Wien.
Kommunen består av nio orter (Ortschaften) (inom parentes invånarantal 1 januari 2024):

- Eggmanns (50)
- Großgerharts (203)
- Jarolden (91)
- Niederedlitz (158)
- Oberedlitz (79)
- Peigarten (101)
- Ranzles (30)
- Schirnes (47)
- Thaya (709)